# Macrogomphus seductus
Macrogomphus seductus – gatunek ważki z rodziny gadziogłówkowatych (Gomphidae).